# Forsteriola rugosa
Forsteriola rugosa är en spindelart som först beskrevs av Forster 1974.  Forsteriola rugosa ingår i släktet Forsteriola och familjen Anapidae.
Artens utbredningsområde är Kongo. Inga underarter finns listade i Catalogue of Life.